# چهل دختران (اسفراین)
چهل دختران (اسفراین)، روستایی از توابع بخش مرکزی شهرستان اسفراین در استان خراسان شمالی ایران است.
چهل دختران روستایی  با قدمتی بالا است و آثاری چون تپه چهل دختران و آرامگاه امامزاده کبیر کوران در حوالی این روستا قرار دارن 

## جمعیت
این روستا در دهستان زرق آباد قرار دارد و براساس سرشماری مرکز آمار ایران در سال ۱۳۸۵، جمعیت آن ۲۰۲ نفر (۴۳خانوار) بوده‌است.